# Newech
Newech är en kulle i Mikronesiens federerade stater. Den ligger i kommunen Weno-Choniro och delstaten Chuuk, i den västra delen av landet, 700 km väster om huvudstaden Palikir. Toppen på Newech är 105 meter över havet.